# 石湖镇 (通化县)
石湖镇，是中华人民共和国吉林省通化市通化县下辖的一个乡镇级行政单位。

## 行政区划
石湖镇下辖以下地区：
惠民社区、公益村、老岭村和永安村。